# Stealers Wheel
Stealers Wheel fue una banda escocesa de folk rock/rock formada en Paisley en 1972, por Joe Egan y Gerry Rafferty. Su éxito más conocido es «Stuck in the Middle with You». La banda se disolvió en 1975 y se volvió a formar brevemente en 2008.

## Biografía

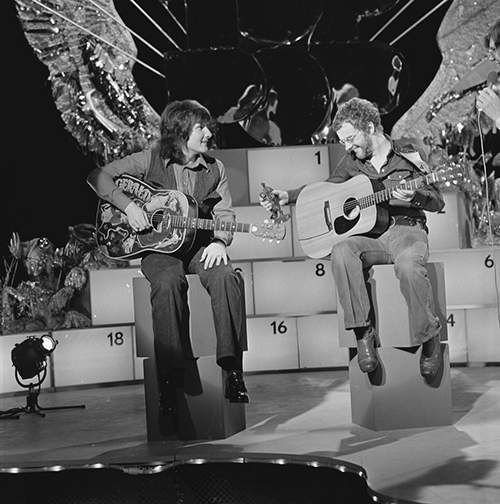
Stealers Wheel presentándose en TopPop en 1973

Egan y Rafferty se conocieron cuando eran adolescentes y compañeros de colegio en Paisley y se convirtieron en el núcleo de Stealers Wheel. Inicialmente se les unieron Roger Brown (guitarra), Rab Noakes (guitarra y voz) e Iain Campbell (bajo( en 1972. Cuando la banda firmó con A&M Records ese mismo año, Brown, Noakes y Campbell habían sido reemplazados por Paul Pilnick (guitarra principal), Tony Williams (bajo) y Rod Coombes  (batería).
Esta segunda formación grabó Stealers Wheel (octubre de 1972), producido por los compositores y productores estadounidenses Leiber y Stoller, y fue un éxito crítico y comercial, alcanzando el puesto número 50 en la lista de álbumes Billboard 200 de Estados Unidos, con su  exitoso «Stuck in the Middle with You» incluido en el álbum. El 7 de noviembre de 1972, la banda apareció en The Old Grey Whistle Test de la BBC 2, interpretando «I Get By» y «Late Again».
Para cuando se lanzó el primer álbum, Rafferty ya había dejado la banda; Luther Grosvenor lo reemplazó en la gira. Tony Williams también se fue poco después, y DeLisle Harper se unió como bajista para la gira.
«Stuck in the Middle with You» alcanzó el número 6 en el Billboard Hot 100 de Estados Unidos y el número 8 en la UK Singles Chart en 1973, vendiendo más de un millón de copias en todo el mundo, y fue galardonado con un disco de oro. Con el álbum también vendiéndose bien, Rafferty fue persuadido para regresar. Sin embargo, Grosvenor, Coombes, Pilnick y Harper dejaron la banda. La banda se convirtió oficialmente en un dúo con varios músicos de apoyo en guitarra, bajo y batería.
 

Posteriormente en 1973, el sencillo «Everyone's Agreed That Everything Will Turn Out Fine» tuvo un éxito moderado en las listas, y en 1974, el sencillo «Star» alcanzó el top 30 tanto en las listas del Reino Unido como en las de Estados Unidos. Al reseñar el sencillo «Star», David Middleton de PopRockNation escribió:
Un pegajoso shuffle de estilo lennonesco, 'Star' es 3 minutos de pura y resplandeciente belleza pop con guitarra acústica y armonías vocales melosas, salpicado de picos de armónica, kazoo, bloque de madera y un atrevido piano de barrelhouse.
Un segundo álbum, Ferguslie Park, fue lanzado en 1973, con el dúo apoyado por nueve músicos. El álbum, que lleva el nombre de una zona de Paisley, apenas alcanzó el Billboard 200 de Estados Unidos y fue un fracaso comercial. Con las crecientes tensiones entre Egan y Rafferty, y con Leiber & Stoller también teniendo problemas comerciales, Stealers Wheel hizo una pausa de un año y medio.
Cuando se lanzó su tercer y último álbum, Right or Wrong en 1975, se disolvieron por completo. Debido a desacuerdos y problemas de gestión, fue producido por Mentor Williams.
En 1978, A&M lanzó el álbum recopilatorio Gerry Rafferty y Joe Egan: Stuck in the Middle with You (The Best of Stealers Wheel). Otro álbum recopilatorio, Best of Stealers Wheel, se lanzó en 1990.
En 1992, el director Quentin Tarantino utilizó la canción «Stuck in the Middle with You» en la banda sonora de su película debut, Reservoir Dogs, donde se usó en la icónica escena de la tortura de un policía. Una versión dance de «Stuck in the Middle with You» fue un éxito en el top 10 del Reino Unido para Louise en septiembre de 2001, con un video musical que se inspiró mucho en la aparición original de la canción en Reservoir Dogs.
Los tres álbumes no habían estado disponibles durante muchos años, hasta que en 2004 y 2005 el sello independiente británico Lemon Recordings, de Cherry Red, los relanzó utilizando vinilos en lugar de cintas.
Después de ser contactado por iTunes y K-tel en California, Tony Williams volvió a formar brevemente Stealers Wheel en Blackpool en 2008 con Rod Coombes y Paul Pilnick, junto con su amigo cercano Tony Mitchell. 
El 10 de noviembre de 2008, comenzaron a filmar un vídeo musical para una regrabación de «Stuck in the Middle» en la costa de Fylde. También comenzaron a escribir nuevas canciones, aunque no tenían planes de hacer una gira y se disolvieron nuevamente.
Gerry Rafferty murió el 4 de enero de 2011 de insuficiencia hepática.
A principios de 2016, el sello discográfico independiente Intervention Records reeditó Stealers Wheel y Ferguslie Park en vinilo de 180 gramos.
En 2017, Caroline reeditó los tres en una mini caja con tres pistas extra de la BBC en el primer álbum. Todos fueron remasterizados.
Rab Noakes murió el 11 de noviembre de 2022, a la edad de 75 años. Joe Egan, por su parte, falleció el 6 de julio de 2024 a la edad de 77 años.

## Miembros
- Joe Egan: voz principal y coros, teclados, guitarra rítmica (1972-1975; falleció en 2024)
- Gerry Rafferty: voz principal, guitarra rítmica, teclados (1972, 1973-1975; fallecido en 2011)
- Paul Pilnick - guitarra solista (1972-1973, 2008; fallecido en 2021)[21]
- Tony Williams - bajo (1972-1973, 2008)
- Rod Coombes - batería (1972-1973, 2008)
- Luther Grosvenor - voz principal y coros, guitarra, guitarra lap steel (1973)
- DeLisle Harper - bajo (1973)
- Tony Mitchell - voz principal, guitarra rítmica (2008)

## Discografía

### Álbumes de estudio
| Año                                                     | Título                                                                                                  | Posición más alta | Posición más alta | Posición más alta |
| Año                                                     | Título                                                                                                  | AUS               | CAN               | USA               |
| ------------------------------------------------------- | --- | ----------------- | ----------------- | ----------------- |
| 1972                                                    | Stealers Wheel                                                                                          | 44                | 25                | 50                |
| 1973                                                    | Ferguslie Park                                                                                          | —                 | —                 | 181               |
| 1975                                                    | Right or Wrong                                                                                          | —                 | —                 | 201               |
| 1978                                                    | Gerry Rafferty & Joe Egan - Stuck in the Middle with You: The Best of Stealers Wheel (A&M compilatorio) | —                 | —                 | —                 |
| 1990                                                    | The Best of Stealers Wheel (compilatorio)                                                               | —                 | —                 | —                 |
| 2017                                                    | Stealers Wheel: The A&M Years                                                                           | —                 | —                 | —                 |
| "-" denota lanzamientos que no figuraron en las listas. | |                   |                   |                   |

### Individual
| Año                                                                                            | Título | Posición más alta | Posición más alta | Posición más alta | Posición más alta | Certificaciones   |
| Año                                                                                            | Título | UK                | AUS               | USA               | CAN               | Certificaciones   |
| ---------------------------------------------------------------------------------------------- | --- | ----------------- | ----------------- | ----------------- | ----------------- | ----------------- |
| 1973                                                                                           | "Stuck in the Middle with You"                                                                            | 8                 | 16                | 6                 | 2                 | - BPI: 2× Platino |
| 1973                                                                                           | "Everything Will Turn Out Fine" (en AUS/US/CAN as "Everyone's Agreed That Everything Will Turn Out Fine") | 33                | 90                | 49                | 25                |                   |
| 1973                                                                                           | "Star" | 25                | 67                | 29                | 12                |                   |
| 1975                                                                                           | "Right or Wrong"                                                                                          | —                 | —                 | —                 | —                 |                   |
| 1975                                                                                           | "Found My Way to You"                                                                                     | —                 | —                 | —                 | —                 |                   |
| "—" denota lanzamientos que no figuraron en las listas o no fueron lanzados en ese territorio. | |                   |                   |                   |                   |                   |

## Lectura adicional
- Pareles, Jon; Patricia Romanowski; Holly George-Warren (3 December 2001). The Rolling Stone Encyclopedia of Rock and Roll (3rd edición). Simon & Schuster Ltd. ISBN 0-7432-0120-5.
- Strong, Martin (4 October 2006). The Essential Rock Discography (1st edición). Edinburgh: Canongate Books. ISBN 1-84195-985-5.